# Полиморфизам (хемија)
Полиморфизам је термин који потиче од грч. πολυ (много) и μορφία (облик) и има исто значење као и термин алотропија и значи да се једана супстанца истоветног хемијског састава може јавити у више различитих кристалних модификација.
Периодни систем елемената је препун примера полиморфизма. Скоро сви метали имају више полиморфа (нпр. гвожђе). Од неметала типичан пример је елемент сумпор који се јавља у неколико алотропских модификација.